# アウトトリガー
『アウトトリガー』（OUTTRIGGER）はセガから発売されたFPSタイプの対戦アクションゲーム。アーケードとドリームキャストでリリースされた。

## 操作系
- 2ボタン付トリガータイプのレバーで移動・射撃を行い、ジャンプボタンでジャンプ、トラックボールにて方向転換・照準合わせを行う。
- DC版ではレバーの代わりにパッド、トラックボールの代わりにマウスを使用して操作を行う。

## 対戦時のルール
- 制限時間終了時に一番多くポイントを獲得している者の勝利。
- 相手を倒す、または相手を倒した際に現れるメダルを取ることによりポイントを獲得する。
- チーム戦において味方を倒す、または自爆した場合はポイントが減少する。

## ドリームキャスト版
- DC版ではネットワークを用いて同時に6人まで対戦することができた。現在ネットワークサービスは終了している。(期間は2001年8月2日～2002年8月31日)